# Danh sách tập của Bella and the Bulldogs
Bella and the Bulldogs là chương trình sitcom của Mỹ chiếu trên Nickelodeon. Chưng trình được tạo bởi Jonathan Butler và Gabriel Garza. Chương trình chiếu vào ngày 17 tháng 1 năm 2015.

## Số tập
| Mùa | Mùa | Số tập | Số tập | Phát sóng gốc       | Phát sóng gốc       |
| Mùa | Mùa | Số tập | Số tập | Phát sóng lần đầu   | Phát sóng lần cuối  |
| --- | --- | ------ | ------ | ------------------- | ------------------- |
|     | 1   | 19     | 19     | 17 tháng 1 năm 2015 | 30 tháng 5 năm 2015 |
|     | 2   | TBA    | TBA    | 30 tháng 9 năm 2015 | TBA                 |